# Anemia angolensis
Anemia angolensis är en ormbunkeart som beskrevs av Arthur Hugh Garfit Alston. Anemia angolensis ingår i släktet Anemia och familjen Anemiaceae. Inga underarter finns listade.